# 百度音乐侵权事件
百度音乐侵权事件，又称百度MP3侵权事件，是指百度公司旗下百度MP3未经音乐版权持有人许可私自将其作品置于互联网使用的事件。百度MP3侵权事件次数较多，自2005年开始至今，仍不断面临法律诉讼。

## 事件

### 事件经过
2005年9月26日，环球唱片有限公司、华纳唱片有限公司、金牌娱乐事业有限公司、EMI GROUP香港公司、索尼BMG、新艺宝和正东唱片一共七家公司向北京市第一中级人民法院提出诉讼，控诉百度MP3侵犯其著作版权。七大公司要求百度公司停止侵权行径，在百度官方网站和《法制日报》公开赔礼道歉，并且赔偿损失共计167万人民币；后百度公司败诉。
2008年1月17日，中国音乐著作权协会向北京市海淀区人民法院提起诉讼，就百度MP3未经版权许可使用《爱我中华》等共计50首歌曲，索赔106万人民币，2010年，中国音乐著作权协会胜诉。
2008年6月10日，数字音乐网站娱乐基地向美国联邦南纽约地区法院提出诉讼，控诉百度MP3未经著作权人授权使用其作品，这是百度公司面临的一次海外法律事件。
2011年1月20日，川子、马条、山人乐队、周云蓬、李志、秋野、洛兵、沈庆、吴梦奇等27个艺人连同十三月唱片公司向百度公司发出律师函，指出百度MP3未经版权许可使用了其137首原创歌曲，要求百度公司赔偿其作品损失费用共计685万人民币。
2011年4月7日，谷建芬、高晓松、小柯、小虫、李思菘等领导的华语音乐词曲作者维权联盟向百度公司发出公开信，提出与百度公司谈判解决百度MP3侵权问题，谈判条件为：“下线、道歉、赔偿、共谋发展”。

## 社会影响
音乐人高晓松说：“百度是音乐圈最切齿的仇人，全球最大的盗版音乐销赃地，用偷来的音乐大卖广告赚钱的无耻商人，奴役音乐家的吸血鬼。可昨儿百度颁奖，竟然有那么多歌手去捧场，某公司旗下艺人甚至倾巢出动。自己没骨气，活该被人欺！”
《新浪网》评论家亦子剑的文章“百度被诉及败诉的积极意义”指出，此事有助于网民认识到版权的重要性，促进了企业和公民尊重的版权意识。